# Državni zavod za intelektualno vlasništvo
Državni zavod za intelektualno vlasništvo Republike Hrvatske je tijelo državne uprave u Hrvatskoj koje obavlja poslove iz područja zaštite prava intelektualnog vlasništva.

## Povijest
Po osamostaljenju Republike Hrvatske, 31. prosinca 1991. godine osnovan je današnji Zavod, najprije kao Republički zavod za industrijsko vlasništvo, s nadležnošću za industrijsko vlasništvo, uz kasniju izmjenu naziva u Državni zavod za patente. U nadležnosti Zavoda od 1996. godine ulaze i autorsko pravo i srodna prava, čime je objedinjeno cjelovito područje intelektualnog vlasništva, te slijedom čega je promijenjen i naziv u Državni zavod za intelektualno vlasništvo.

## Vanjske poveznice
- Službena stranica